# Хайнрих V фон Розенберг
Хайнрих V фон Розенберг ((на немски: Heinrich V. von Rosenberg; на чешки: Jindřich V z Rožmberka; * 25 юни 1456; † 21 май 1489) е бохемски благородник от род Розенберг, от 1472 до 1475 г. регент на фамилията Розенберг.
Той е най-големият син на Йохан II фон Розенберг (1434 – 1472), „главен хауптман“ на Силезия, и съпругата му принцеса Анна от Силезия-Глогау († 1483), дъщеря на херцог Хайнрих IX фон Глогау/Глогов († 1467) и Хедвиг фон Оелс († 1447/53), дъщеря на херцог Конрад III фон Оелс.
Брат е на Вок II (1459 – 1505), управлява от 1475 до 1493 г., Петер IV (1462 – 1523), регент (1493 – 1523), и Улрих III (1471 – 1513).
След смъртта на баща му 1472 г. Хайнрих V фон Розенберг поема наследените собствености и ги управлява сам до януари 1475 г. След това той управлява заедно с по-малкия си брат Вок II. Вероятно Хайнрих V има психическо заболяване и ментални проблеми. Хайнрих V фон Розенберг предава регентството на 24 август за три години на Вок II и се оттегля в замък Розенберг. Малко след това Вок II и братята му дават управлението за шест години на чичо им Бохуслав фон Шванберг. Договорът е сключен на 11 декември 1475 г.